# 富津市立富津中学校
富津市立富津中学校（ふっつしりつふっつちゅうがっこう）は、千葉県富津市下飯野にある公立中学校。通称は「富津中」、「富中（ふっちゅう）」。

## 沿革
- 1948年（昭和23年）5月10日 - 開校。
- 1967年（昭和42年）4月1日 - 富津町立飯野中学校、富津町立青堀中学校と統合。
- 1971年（昭和46年）3月 - 校歌制定。
- 1974年（昭和49年）1月25日 - 千葉県学校体育優良校として表彰。

## 主な学校行事
- 4月 - 入学式
- 5月 - 1年 校外学習  2年 宿泊学習  3年 修学旅行
- 9月 - 体育祭
- 10月 - 文化祭 、生徒会役員選挙
- 3月 - 3年生を送る会 、卒業式